# Michail Zygar
Michail Viktorovič Zygar (* 31. ledna 1981, Moskva) je ruský novinář a spisovatel, v letech 2010 až 2015 šéfredaktor nezávislé televizní stanice Dožď.

## Život
Zygar byl téměř deset let (2000 až 2009) válečným zpravodajem listu Kommersant. Pokrýval dění z války v Iráku a Libanonu, genocidu v Dárfúru nebo Tulipánovou revoluci v Kyrgyzstánu. V květnu 2005 byl jediným zahraničním reportérem, který podával zpravodajství o masakru v uzbeckém Andižanu. Následně se věnoval tématu ruských dodávek zbraní do Uzbekistánu. V srpnu 2005 byl v Moskvě brutálně zbit neznámými muži.
V letech 2009 a 2010 pracoval jako politický redaktor a zástupce šéfredaktora ruského vydání časopisu Newsweek. V roce 2010 se stal prvním šéfredaktorem nezávislého televizního kanálu Dožď. Stanice například referovala o masových protestech proti tehdejšímu premiérovi Vladimiru Putinovi, o kterých státní televize mlčela. K jeho odchodu z vedení kanálu v roce 2015 podle některých novinářů přispěl politický tlak ze strany premiéra Dmitrije Medveděva, kterého rozlítila Zygarova kniha Všichni muži Kremlu. Kapitolu o Medveděvovi nazval Falešný princ.
V roce 2018 se Zygar připojil k Výboru pro informace a demokracii (Information and Democracy Commission), který vznikl jako projekt nevládní organizace Reportéři bez hranic. Jeho záměrem je „mobilizace všech, kteří chtějí bránit svobodný a pluralistický veřejný prostor, který je pro demokracii zásadní“.

## Dílo
- Gazprom: Ruská zbraň (spoluautor Valerij Paňuškin), Kalligram (SK), 2008, ISBN 80-8101-026-2, slovensky
- Všichni muži Kremlu - stručná historie současného Ruska, překlad Libor Dvořák, Pistorius & Olšanská, 2016, ISBN 978-80-87855-64-5
- Říše musí zemřít, překlad Libor Dvořák, Pistorius & Olšanská, 2020, ISBN 978-80-7579-078-1